# Aplocheilichthys kongoranensis
Aplocheilichthys kongoranensis е вид лъчеперка от семейство Poeciliidae. Видът е незастрашен от изчезване.

## Разпространение
Разпространен е в Танзания.

## Описание
На дължина достигат до 4 cm.